# Otmar Kreačić
Otmar Kreačić, hrvaški general, politik in umetnik, * 27. februar 1913, 13. julij 1992.

## Življenjepis
Oče Slovenec (iz Trnja pri Brežicah), mama Hrvatica. Leta 1937 je vstopil v KPJ in od istega leta pa do leta 1939 je sodeloval v španski državljanski vojni. Nato je bil do leta 1941 interniran v francoskih taboriščih, nakar se je vrnil peš nazaj v Jugoslavijo
Sprva je deloval v Zagrebu in deloval na kulturno-propagandnem področju (ljubiteljsko se je ukvarjal tudi s slikarstvom); nato je postal član Agitpropa CK KPH, politični komisar 12. slavonske divizije in 6. korpusa. 
Po vojni je bil sprva namestnik poveljnika in nato poveljnik Glavne politične uprave JLA, nato pa državni podsekretar v DSNO, član CK ZKJ, Zveznega odbora SSRNJ, Predsedstva SUBNOR,...⁵